# Marisol Nichols
Marisol Nichols, född 2 november 1973 i Chicago i Illinois, är en amerikansk skådespelare.
Nichols har bland annat gjort rollen som Nadia Yassir i sjätte säsongen av 24. Hon gjorde vidare rollen som Audrey Griswold i Vegas Vacation. 
Nichols spelade rollen som Bianca, Chris Halliwells mördare från framtiden, i avsnittet "Chris-Crossed" i TV-serien Förhäxad och Hermione Lodge på CW-dramaserien Riverdale.

## Privatliv
Nichols föddes av ungerska och amerikansk-mexikanska föräldrar  och växte upp i Chicago, Illinois. Hon är den äldsta av tre syskon och har två yngre bröder. Vid 12 års ålder började hon experimentera med droger och alkohol. Vid 17 års ålder blev hon nykter. Hon är en aktiv förespråkare av Criminon, en internationell organisation knuten till scientologikyrkan vars uttalade syfte är att tillhandahålla rehabilitering för brottslingar som vill återgå till ett vanligt liv. Nichols blev medlem i scientologikyrkan när hon blev introducerad till kyrkan av sin kiropraktor. Hon har medverkat som röstskådespelare i ljudboksdramatiseringar av böcker av L. Ron Hubbard. För tillfället är hon bosatt i Los Angeles, Kalifornien.

## Filmografi (urval)
- 1996 – My Guys (TV-serie)
- 1996 - Uppdrag Chicago, avsnitt Some Like It Red (gästroll i TV-serie)
- 1997 – Friends 'Til the End (TV-film)
- 1997 – Ett päron till farsa i Las Vegas
- 1997 – Scream 2
- 1998 – Alla var där
- 1998 – Mafia!
- 1999 – Sexmonster
- 1999 – Knubbigt regn
- 2000 – The Princess and the Barrio Boy (TV-film)
- 2001 – The Princess and the Marine (TV-film)
- 2001 - Resurrection Blvd., avsnitt Arriba Y Abajo (gästroll i TV-serie)
- 2001 – Laud Weiner
- 2002 - Alias, avsnitt Dead Drop (gästroll i TV-serie)
- 2003 – The Road Home
- 2003 - Nip/Tuck, avsnitt Antonia Ramos (gästroll i TV-serie)
- 2003 - Förhäxad, avsnitt Chris-Crossed (gästroll i TV-serie)
- 2004 – Homeland Security (TV-film)
- 2005 – Blind Justice (TV-serie)
- 2006 – Big mommas hus 2
- 2006 – In Justice (TV-serie)
- 2007 – 24 (TV-serie)
- 2007 – 24 (TV-serie)
- 2008 – Felon
- 2015 – Teen Wolf (TV-serie)
- 2017–2023 – Riverdale (TV-serie)
- 2021 – Spiral
- 2024 – Winter Spring Summer or Fall